# Jan Metlant
Jan Metlant, zw. Angielczyk (ur. 1646 w Zamościu, zm. 1703 w Jarosławiu) – polski kupiec, wójt i burmistrz Jarosławia.

## Życiorys
Syn imigranta szkockiego, kapitana wojsk w służbie Zamoyskich. Po zawarciu małżeństwa z Anną Twardochlebowiczówną, osiadł na stałe w Jarosławiu. Od 1679 aż do swojej śmierci sprawował funkcję radnego, a w latach 1686–1699 wójta i burmistrza Jarosławia. W 1679 uzyskał tytuł sekretarza królewskiego. Będąc wyznania kalwińskiego, pod wpływem jezuitów przeszedł na katolicyzm.

## Rodzina
Żonaty z Anną Twardochlebowiczówną (1659–1709), miał z nią jedną córkę Barbarę Okulską (zm. 1707).

## Literatura
- Joanna Dziubkowska, Vanitas Portret trumienny na tle sarmackich obyczajów pogrzebowych, Muzeum narodowe w Poznani, Poznań 1996
- Kazimierz Gottfried, Monografia miasta Jarosławia, Jarosław
- Jakub Makara, Dzieje Parafii Jarosławskiej, Jarosław 1936